# Platypalpus kurilensis
Platypalpus kurilensis är en tvåvingeart som beskrevs av Igor Shamshev 1999. Platypalpus kurilensis ingår i släktet Platypalpus och familjen puckeldansflugor. Inga underarter finns listade i Catalogue of Life.